# Sigge Jansson
Sigge Skorpan Jansson, född 10 november 2005 är en svensk fotbollsspelare (försvarare) som spelar för BK Häcken i Allsvenskan.

## Klubblagskarriär
Sigge Janssons moderklubb är Azalea BK från centrala Göteborg.

### BK Häcken
Som 11-åring lämnade Jansson moderklubben för spel med BK Häcken. Kort efter sin 17-årsdag fick Jansson A-lagsdebutera i en träningsmatch mot danska Århus den 22 november 2022. Efter att ha tränat med seniorlaget – och fått ytterligare en handfull vänskapsmatcher innanför västen – under våren skrev han i april 2023 på sitt första A-lagskontrakt med BK Häcken.
Bara dagar efter att han lyfts upp till seniorlaget fick Jansson debutera i Allsvenskan, då han stod för ett inhopp i 1-3-förlusten mot Kalmar FF den 15 april 2023.  Månaden därpå fick Jansson fira sin första titel då BK Häcken besegrade Mjällby AIF med 4-1 i Svenska Cupen-finalen den 18 maj 2023. Jansson själv blev dock utan speltid under hela cupäventyret.
I september 2023 lånades Jansson ut till Ettan Södra-klubben Tvååkers IF.

## Landslagskarriär
Sigge Jansson har representerat Sveriges U19-landslag.
Den 24 september 2022 kom debuten i "Blågult" då Jansson startade i P17-landslagets 2-2-match mot Österrike.

## Statistik
| Klubb              | Säsong             | Liga               | Liga    | Liga | Nationell cup | Nationell cup | Internationell cup | Internationell cup | Totalt  | Totalt |
| Klubb              | Säsong             | Division           | Matcher | Mål  | Matcher       | Mål           | Matcher            | Mål                | Matcher | Mål    |
| ------------------ | ------------------ | ------------------ | ------- | ---- | ------------- | ------------- | ------------------ | ------------------ | ------- | ------ |
| BK Häcken          | 2023               | Allsvenskan        | 2       | 0    | 0             | 0             | 0                  | 0                  | 2       | 0      |
| BK Häcken          | 2024               | Allsvenskan        | 1       | 0    | 0             | 0             | 2                  | 0                  | 3       | 0      |
| BK Häcken          | Totalt             | Totalt             | 3       | 0    | 0             | 0             | 2                  | 0                  | 5       | 0      |
| Tvååkers IF (lån)  | 2023               | Ettan Södra        | 6       | 0    | 0             | 0             | —                  | —                  | 6       | 0      |
| Totalt i karriären | Totalt i karriären | Totalt i karriären | 9       | 0    | 0             | 0             | 2                  | 0                  | 11      | 0      |

## Meriter
BK Häcken
- Svenska Cupen (1): 2022/2023